# ジャクソン・ジェネラルズ
- ジャクソン・ゼネラルズ

ジャクソン・ジェネラルズ(Jackson Generals)は、2020年までMiLB、AA（ダブルA）サザンリーグ北地区に所属していた野球チーム。本拠地はテネシー州ジャクソンにあるザ・ボールパーク・アット・ジャクソン。
正式な解散発表こそしていないが、2021年以降はリーグ無所属の状態となっている。
2010年までの球団名はウェストテン・ダイヤモンドジャックス（West Tenn Diamond Jaxx）だった。チーム名に含まれるTennはTennesseeの略であった。

## 球団の歴史
1998年にシカゴ・カブス傘下のマイナーリーグチームとして設立される。
翌年の1999年には地区優勝を果たすが、リーグチャンピオンシップでオーランド・レイズ（現：モンゴメリー・ビスケッツ）に敗れ、リーグ優勝を逃す。
さらに翌年の2000年には、2年連続となる地区優勝を果たし、リーグチャンピオンシップでバーミングハム・バロンズを破ってリーグ優勝を果たした。
2005年に5年ぶりの地区優勝を果たすも、リーグチャンピオンシップでジャクソンビル・サンズに敗れ、リーグ優勝はならなかった。
2006年シーズン終了後、シカゴ・カブスとの提携が終了する。
2007年にシアトル・マリナーズと提携を結び、傘下チームとなる。
2011年から球団名をジャクソン・ジェネラルズに変更。
2016年には16年ぶりとなるリーグ優勝を果たした。
2017年シーズンからはアリゾナ・ダイヤモンドバックスと提携を結び、傘下チームとなる。
2020年のシーズンオフに行われたマイナーリーグの組織再編に伴い、ダイヤモンドバックスとの提携が終了し、またいずれのMLB球団の傘下にも入ることができず、マイナーリーグ球団としての地位を失った。